# Stadion Al-Gharafa
Stadion Al-Gharafa – stadion piłkarski w Dosze, stolicy Kataru.

## Charakterystyka
Jego pojemność wynosi 21 175 widzów. Powstał w 2003 roku. Swoje mecze rozgrywa na nim klub Al-Gharafa. Na stadionie odbywały się mecze w ramach 17. edycji Pucharu Zatoki Perskiej, turnieju piłkarskiego na Igrzyskach Azjatyckich 2006 oraz Pucharu Azji 2011, ma być także jednym z obiektów Mistrzostw Świata 2022, które odbędą się w Katarze. Pojemność, zgodnie z projektem wykonanym w 2009 roku przez biuro architektoniczne Alberta Speera na czas mundialu ma się powiększyć do 44 740 miejsc. Po turnieju dodatkowe trybuny zostaną zdemontowane i trafią do jednego z krajów Trzeciego Świata.